# Сфагнум гостролистий
Сфагнум гостролистий, сфагнум волосолистий (Sphagnum capillifolium (Ehrh.) Hedw. 1782) — мох з родини сфагнових (Sphagnaceae).

## Народні назви

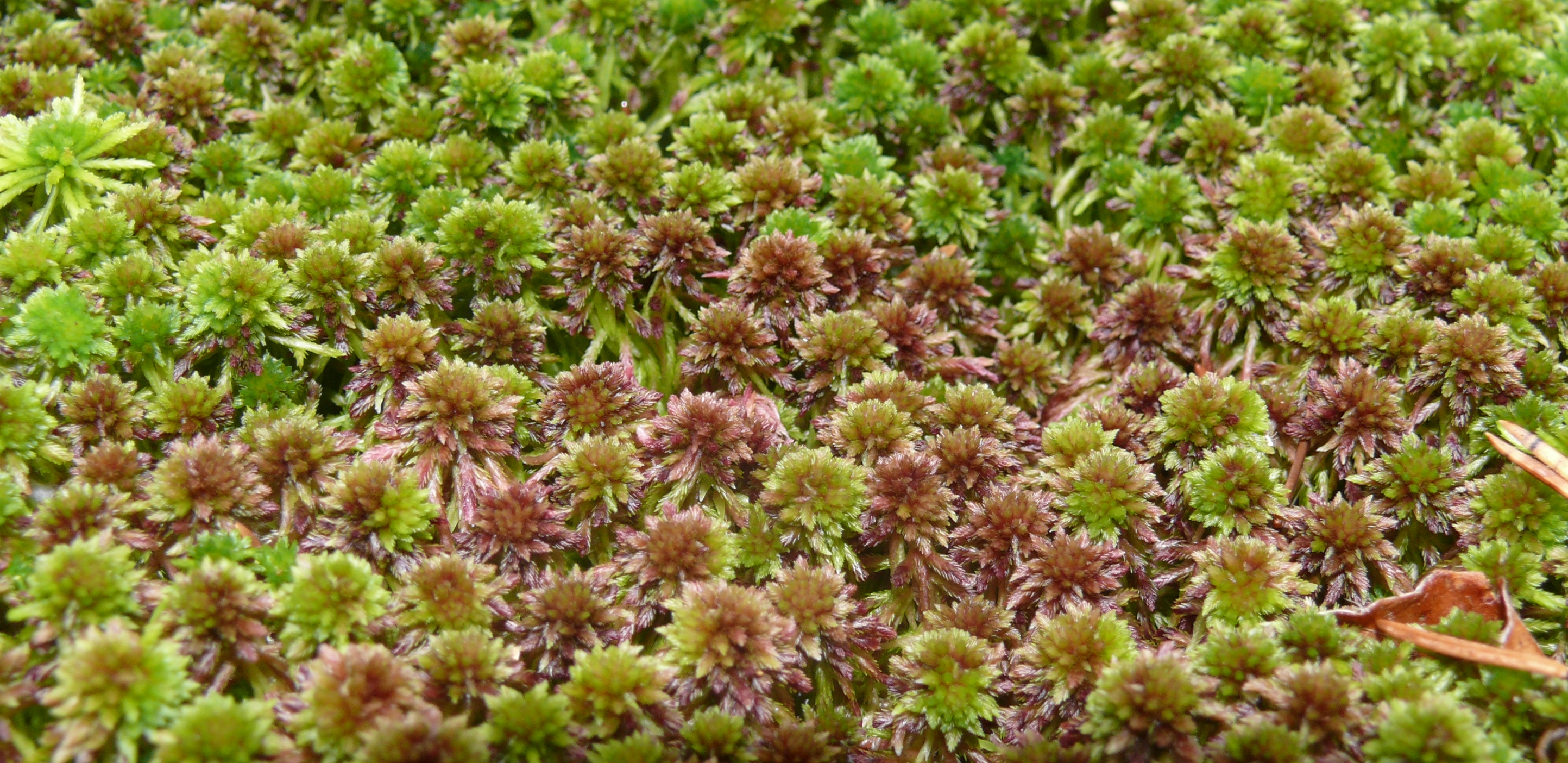
Sphagnum capillifolium, Німеччина

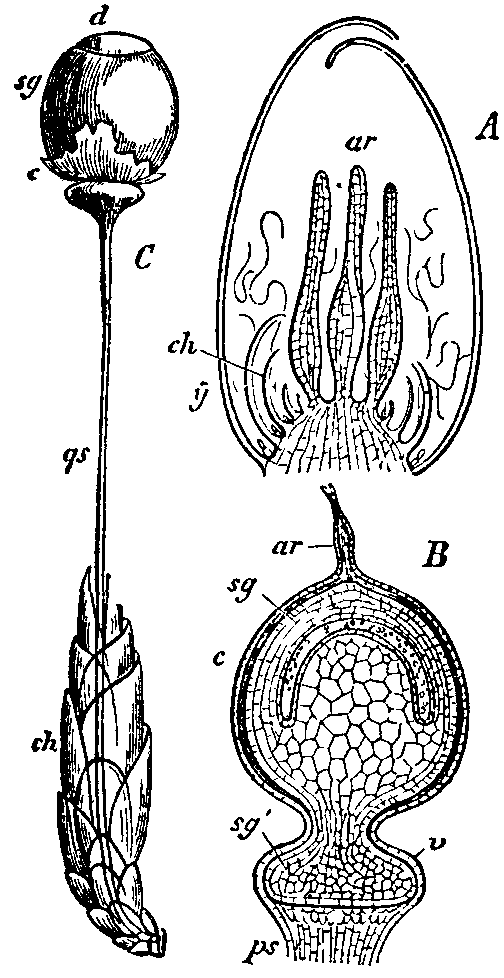
Ілюстрація Sphagnum acutifolium з Encyclopædia Britannica 1911 року, стаття BRYOPHYTA

Торфник, трясомох

## Морфологія
Багаторічна рослина зеленувато-білого кольору. Дерновинки щільні, рожево-червоні, строкаті (червоні та зелені), зрідка
цілком зеленуваті. Склеродерміс стебла більшою частиною червоний, зрідка жовтуватий або зеленуватий; гіалодерміс дво- чотиришаровий, пор не має, дуже рідко з однією порою в верхньому кінці зовнішніх клітин. Стебла гіллясті, по 3–5 у пучках, віддалених гілочок — 2–3, повислих — 1–2; не мають коріння. Листя відігнуті, без жилки, на верхівці стебла окружні або овальні. Темні або чорно-бурі коробочки зі спорами, на коротких ніжках, відкриваються кришечками. Відомі і однодомні, і дводомні рослини. Спорофіти утворюються часто.

## Екологія
Росте на торф'яних болотах, сирих луках, в березняково-вільшняково-вербових колках, утворює щільні дернини, які дають суцільний покрив.

## Поширення
Європа, Азія, Північна і Південна Америка, Нова Земля.
В Україні: Карпати, Прикарпаття, Полісся, Лісостеп, Лівобережний злаково-лучний Степ.

## Хімічний склад
Рослина містить особливу фенолоподібну речовину сфагнол, целюлозу, білкові речовини.

## Використання
Сфагнум гостролистий відрізняється великою гігроскопічністю, тому в минулому, особливо у воєнний час, його застосовували як перев'язочний матеріал замість вати. Діє як ранозагоювальний засіб і антисептик через вміст сфагнола. Для перев'язок використовували пастеризовані марлеві подушечки, набиті сфагнумом, в екстрених випадках обходились без пастеризації. Рослиною іноді конопатять хати. В природі його дерновики є торфоутворювачами. Торф має велике народногосподарське значення як паливо, добриво, підстилковий матеріал та ін.

## Охорона у природі
Чисельність популяції зменшується через висихання боліт, рекреацію.
Входить до Офіційного переліку регіонально рідкісних рослин Донецької області.
Охороняється в національному природному парку «Святі Гори».